# بزمجه کلاس ام۲۹
بزمجه کلاس ام۲۹ (به انگلیسی: M29-class monitor) یک کلاس از کشتی است که طول آن ۱۷۰ فوت (۵۲ متر) می‌باشد.